# Филиппов, Владимир Николаевич (футболист)
Владимир Николаевич Филиппов (5 мая 1968, Куйбышев) — советский и российский футболист, нападающий, полузащитник и защитник.

## Карьера
Воспитанник СДЮШОР «Восход» (Куйбышев), первый тренер — Юрий Замятин.
Семь сезонов (1985—1986,1989—1993) играл в самарских «Крыльях Советов», с 1992 года играл в высшей лиге России. Всего за самарский клуб провёл 186 игр, забил 41 мяч. В 1994 году отыграл один сезон за камышинский «Текстильщик», вместе с ним сыграл 4 матча в Кубке УЕФА 1994/95 и забил 2 мяча. Закончил карьеру в элистинском «Уралане», сыграв за команду в Премьер-лиге России в сезоне 2002. После завершения карьеры игрока работал тренером клуба «Лада»-СОК Димитровград (2003—2004), в 2004 году — главным тренером. Дальнейшая деятельность — в системе самарских «Крыльев Советов».

## Достижения
- участник Кубка УЕФА 1994/95
- 2009 — Заслуженный ветеран ФК «Крылья Советов»